# Titularerzbistum Sebastopolis in Abasgia
Sebastopolis in Abasgia ist ein Titularerzbistum der römisch-katholischen Kirche.
Die antike Stadt liegt im heutigen Georgien, dem früheren Königreich Pontos und heißt heute Sochumi.
| Titularerzbischöfe von Sebastopolis in Abasgia |                                    |                                             |                 |                  |
| Nr.                                            | Name                               | Amt                                         | von             | bis              |
| 1                                              | Celestino Annibale Cattaneo OFMCap | Apostolischer Vikar in Eritrea              | 3. März 1936    | 15. Februar 1946 |
| 2                                              | Henri-Édouard Dutoit               | Emeritierter Bischof von Arras (Frankreich) | 23. April 1949  | 17. April 1953   |
| 3                                              | Aluigi Cossio                      | Emeritierter Bischof von Recanati (Italien) | 1955            | 3. Januar 1956   |
| 4                                              | Giuseppe Paupini                   | Apostolischer Nuntius Kurienkardinal        | 2. Februar 1956 | 28. April 1969   |